# 癒乃プロダクション
癒乃プロダクション（Yuno Production）は、かつて存在した日本のバーチャルライバープロダクション。イラストレーターである癒乃がキャラクターデザインを手掛ける。略称はゆのぷろ。

## 沿革
2020年
- 7月17日、設立。1期生の募集を開始。
- 7月18日、1期生の募集を終了。
- 7月19日、1期生の追加募集を開始。
- 7月21日、1期生の追加募集を終了。
- 9月20日、2期生の募集を開始。

2021年
- 3月28日、2期生の募集を終了。
- 8月31日、株式会社アプリスタイルが発行するバーチャルYouTuber専門情報誌『VTuberスタイル』Vol.1に特集ページが掲載された。
- 10月29日、『VTuberスタイル』Vol.2に特集ページが掲載された。
- 11月20日 - 11月28日、「癒乃プロ学園祭」を実施。

2023年
- 3月、活動終了

## 所属ライバー
| ライバー名                        | 初配信日       | 期    |
| --------------------------------- | -------------- | ----- |
| シャロン                          | 2020年10月30日 | 0期生 |
| 茶々ひなた（ちゃちゃ ひなた）     | 2021年2月6日   | 1期生 |
| 激白ウテナ（げきはく うてな）     | 2021年2月6日   | 1期生 |
| 猫街もも（ねこまち もも）         | 2021年2月26日  | 1期生 |
| 神響うた（じんきょう うた）       | 2021年2月27日  | 1期生 |
| 栗乃くるみ（くりの くるみ）       | 2021年3月5日   | 1期生 |
| 寝夢（ねむ）                      | 2021年3月30日  | 1期生 |
| クゥデグラ                        | 2021年3月30日  | 1期生 |
| 白雪うさぎ（しらゆき うさぎ）     | 2021年8月28日  | 2期生 |
| 工匠シュザー（きぬぬい しゅざー） | 2021年8月29日  | 2期生 |
| レピ・ドクロサイト                | 2021年10月10日 | 2期生 |
| 心愛恋（ここあ れん）             | 2021年10月24日 | 2期生 |
| 紫月夜クロア（しづきや くろあ）   | 2021年10月31日 | 2期生 |
| 忍葉七（しのは なな）             | 2021年11月14日 | 2期生 |
| 鈴宮める（すずみや める）         | 2021年12月26日 | 2期生 |
| 双葉イル（ふたば いる）           | 2022年2月18日  | 2期生 |
| ヨルノチカ                        | 2022年2月27日  | 2期生 |

## かつて所属していたライバー
- 神和住テン（かみわずみ てん）（2021年2月6日 - 2022年3月1日、元1期生、一身上の都合により引退[20]）

## スタッフ
出典：
- キャラクターデザイン - 癒乃
- Live2Dモデリング - てのひら
- ロゴデザイン - しお